# Moustique
Moustique (grundad som Le Moustique och senare benämnd Télémoustique; de båda namnen kan översättas som 'Myggan' och 'TV-myggan') är en franskspråkig belgisk veckotidning med huvudredaktion i Bryssel. Den är en TV-tidning men presenterar även nyheter av olika slag.

## Historik
Tidningen grundades 1924 och var länge systertidning till serietidningen Spirou. Båda tidningarna gavs fram till september 1985 ut av Dupuis, då olika delar av förlaget fick olika ägare.
Le Moustique bytte namn till Télémoustique i slutet av 1960-talet och återfick sitt ursprungliga namn (minus Le) 2011. Moustique ingår numera i det belgiska förlaget L'Avenir Hebdos (dotterbolag till mediekoncernen Nethys) utgivning, efter att dessförinnan ha givits ut av finska Sanoma. Tidningens chefredaktör är Jean-Luc Cambier.
2013 var den försålda upplagan av tidningen cirka 70 000 exemplar.

## Le Moustique i kulturen
(Le) Moustique har ofta figurerat i serien Spirou. Ibland har Nicke och/eller Spirou varit anställda på tidningen. I den svenska översättningen av serien noteras den ofta som en dagstidning.
Dessutom har tidningsnamnet inspirerat till Moustic Hôtel (ibland skrivet Moustic Hotel). På detta Brysselhotell var seriefiguren Spirou anställd som piccolo under seriens tidiga år, liksom under mer sentida Spirou-historier som förlagts till dessa år.